# فنلاند مرکزی
فنلاند مرکزی (فنلاندی: Keski-Suomi; سوئدی: Mellersta Finland) یکی از منطقه‌های فنلاند است که هم‌مرز با منطقه‌های پی‌ینه تاواستیا، پیرکانما، اوستروبوتنیای جنوبی، اوستروبوتنیای مرکزی، اوستروبوتنیای شمالی، ساوونیای شمالی و ساوونیای جنوبی است.